# Politična filozofija
Politična filozofija je filozofska disciplina, ki preučuje temeljna vprašanja oblasti in medosebne ter medinstitucionalne odnose znotraj neke trajnejše organizirane skupnosti. Ukvarja se s kompleksom pojmov, kot so: država, pravičnost, vlada, oblike vladavine, pravo, oblast, svoboda, subjekt (posameznik), pravice, institucija ipd. Skupaj z etiko jo umeščamo na področje praktične filozofije. Pojem je soroden socialni filozofiji ter filozofiji prava, saj se tematika pri vseh treh delno prekriva.